# Muscle grand glutéal
Grand fessier
Pour un article plus général, voir muscle glutéal.
Le muscle grand glutéal (anciennement muscle grand fessier) est un muscle du membre inférieur. Il fait partie des muscles fessiers superficiels avec les muscles moyen glutéal, petit glutéal et tenseur du fascia lata. C'est le plus superficiel de ces muscles.

## Description
Le muscle grand glutéal est un épais muscle quadrilatère reliant l'os coxal, le sacrum et le coccyx au fémur et au tractus ilio-tibial. 
Il est considéré comme le muscle le plus puissant du corps humain.
Il donne le relief à la région glutéale.

## Origine

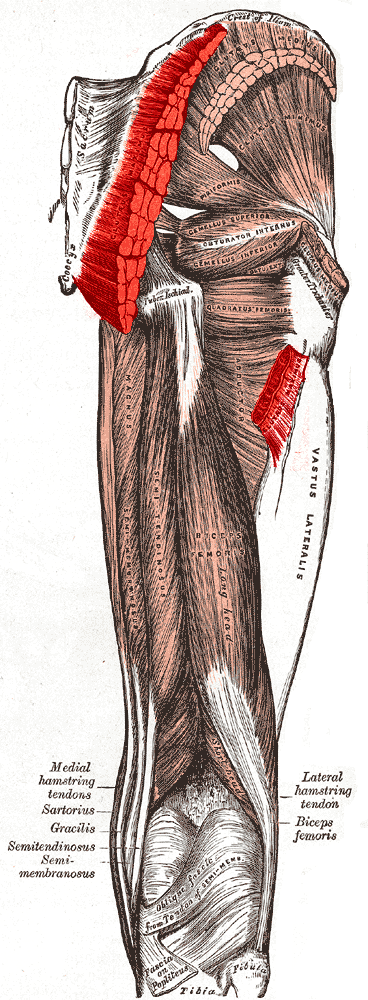
Le muscle grand fessier (réséqué). Vue postérieure.

Le muscle grand glutéal est composé de deux faisceaux : un superficiel et un profond.
Le faisceau superficiel se fixe au niveau de l'ilium sur :
- le cinquième postérieur de la lèvre externe de la crête iliaque,
- l'épine iliaque postéro-supérieure.

Et il se fixe au niveau du sacrum sur :
- la crête sacrale médiane par l'intermédiaire du fascia thoraco-lombaire,
- la crête sacrale latérale,
- la corne sacrale.

Le faisceau profond se fixe au niveau de l'ilium sur la fosse iliaque externe en arrière de la ligne glutéale postérieure.
Et il se fixe au niveau du sacrum et du coccyx sur le versant postérieur du bord latéral du sacrum et du coccyx.
Il se fixe également sur la face postérieure du ligament sacro-tubéral, sur le ligament sacro-épineux et sur l'aponévrose glutéale.

## Trajet
Les deux faisceaux convergent vers le bas, en dehors et en avant.
Il existe trois bourses sur sa face inférieure :
- la plus grande, généralement multicompartimentée, la bourse trochantérique du muscle grand glutéal le sépare du grand trochanter.
- la seconde le sépare de la tubérosité ischiatique.
- la troisième le sépare du muscle vaste latéral.

## Terminaison
Le faisceau superficiel se termine sur l'aponévrose du muscle moyen glutéal et sur le bord dorsal du tractus ilio-tibial.
Le faisceau profond se termine sur la tubérosité glutéale du fémur, qui poursuit la lèvre latérale de la ligne âpre du fémur après trifurcation, la partie supérieure de la ligne âpre.

## Innervation
L'innervation du muscle grand fessier est assurée par le nerf glutéal inférieur, branche du plexus sacral.

## Vascularisation
Le muscle grand fessier est vascularisé par les artères fessières supérieure et inférieure.

## Anatomie fonctionnelle
Mis en action, le muscle grand glutéal est extenseur de la cuisse sur le bassin et rotateur latéral de la cuisse.
Il est donc destiné principalement à la station debout, à la marche et à la course.
De plus, il stabilise le bassin en s'opposant à son antéversion et est donc antagoniste du muscle ilio-psoas. Il est ainsi rétroverseur de bassin et agoniste des muscles abdominaux.
Le muscle grand glutéal et le muscle tenseur du fascia lata se terminant tous les deux sur le tractus ilio-tibial, ils constituent donc ensemble le deltoïde fessier. Quand ils se contractent simultanément, ils tendent le tractus ilio-tibial et tendent ainsi le fascia lata (aponévrose de cuisse), ce qui permet de renforcer l'action des muscles de la cuisse.
Le tractus ilio-tibial se terminant sur l'épiphyse proximale du tibia, le deltoïde fessier peut-être considéré comme un stabilisateur du genou fléchi.

## Culture physique
Le grand glutéal intervient comme muscle moteur dans l'exercice du soulevé de terre. Il est également moteur dans le mouvement de flexion sur jambes (squat).

## Anatomie comparée
Alors qu'il a comme fonction essentielle la propulsion chez le chimpanzé, il est chez l'homme un important stabilisateur pour la bipédie, qui implique à tout moment d'avoir à reporter le poids du corps sur une seule jambe sans s'effondrer.

## Galerie

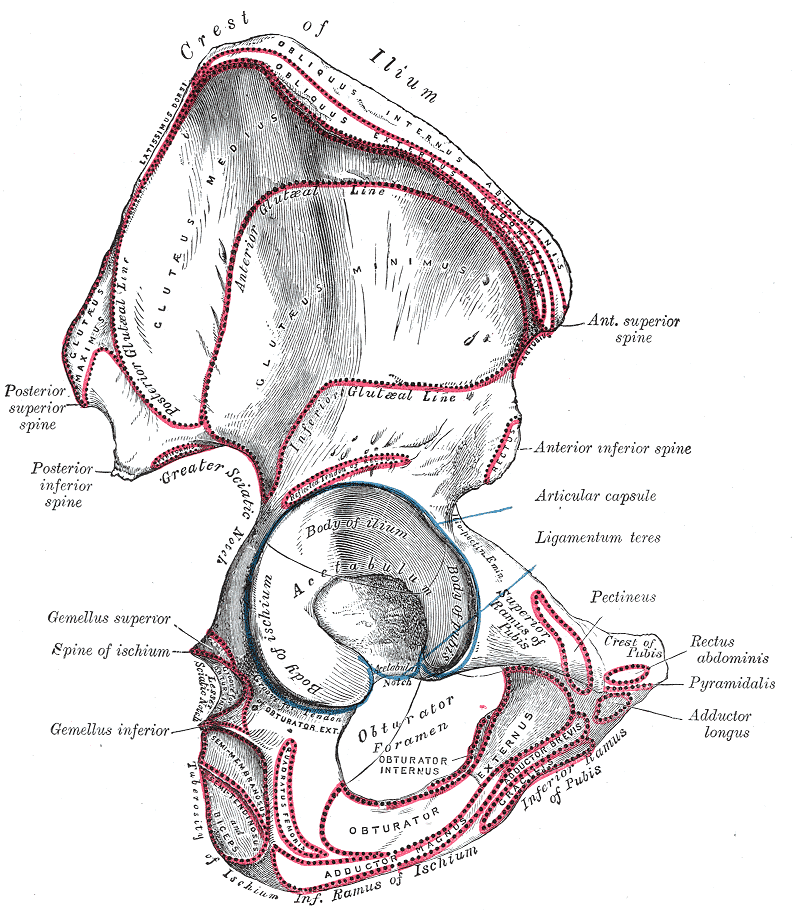
Hanche droite. Vue externe.
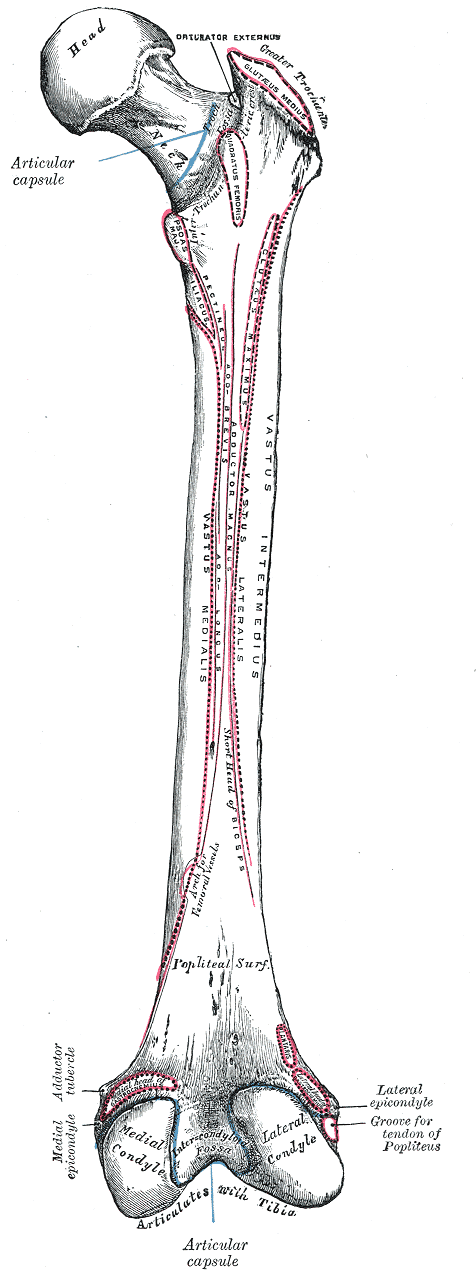
Fémur droit. Vue postérieure.
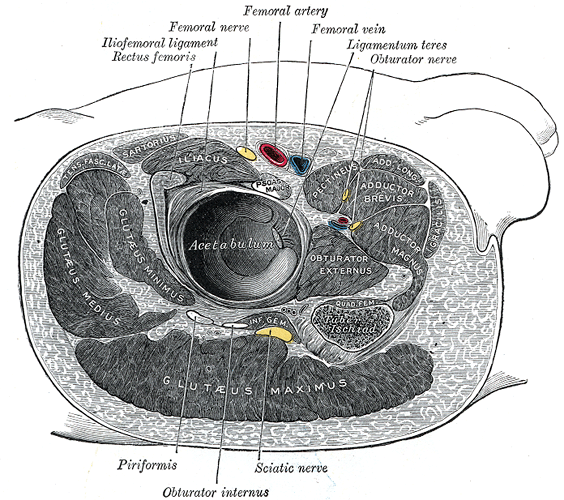
Coupe sagittale passant par l'articulation coxo-fémorale, sujet couché.

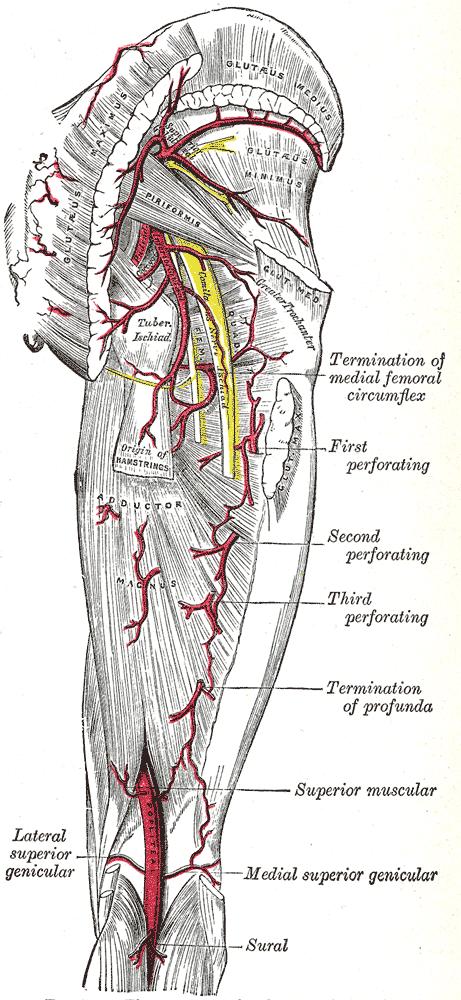
Les artères de la cuisse.
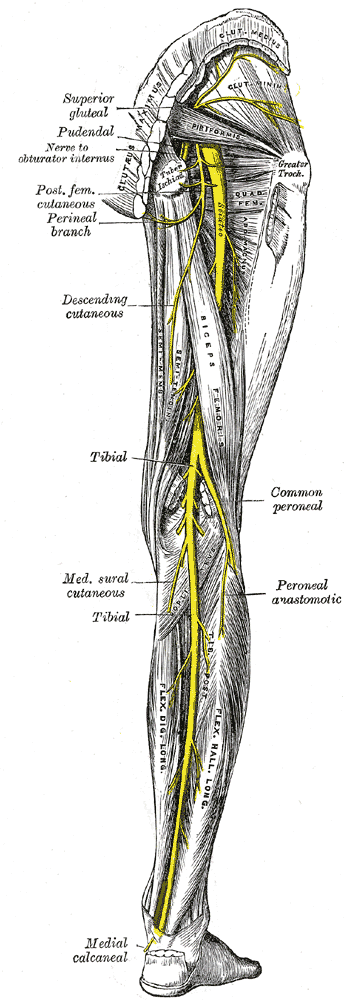
Les nerfs du membre inférieur. Vue postérieure.
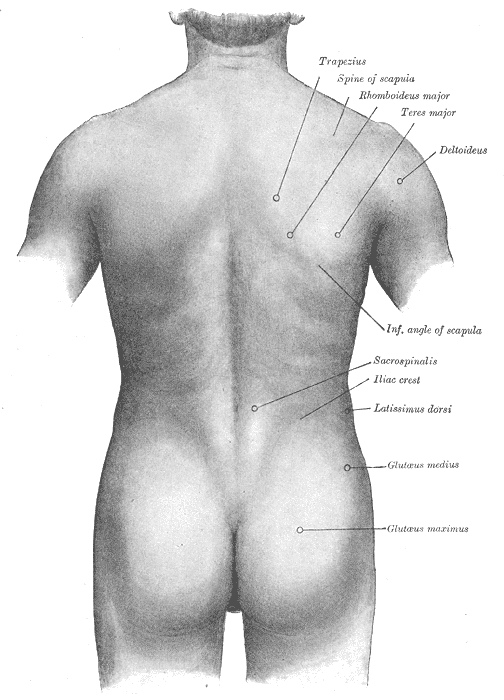
Vue anatomique du dos.

Muscle grand glutéal - Animation.